# سعود بن نهار بن سعود
الأمير سعود بن نهار بن سعود بن عبد العزيز آل سعود محافظ الطائف بمنطقة مكة المكرمة غرب المملكة العربية السعودية منذ 5 مايو 2022م. شغل وظيفة وكيل التفعيل السياحي بالمناطق لوزارة السياحة، ووكيل التخطيط لوزارة السياحة، ووكيل التنظيمات والسياسات المكلف وزارة السياحة، ورئيس التطوير الموجه للنقل العام في هيئة تطوير الرياض.